# Cardè
Cardè ist eine Gemeinde in der italienischen Provinz Cuneo (CN), Region Piemont.

## Lage und Einwohner
Cardè liegt 44 km nördlich von der Provinzhauptstadt Cuneo auf einer Höhe von 258 m über dem Meeresspiegel an der Grenze zur Metropolitanstadt Turin. Nach Turin sind es knapp 50 km. Das Gemeindegebiet umfasst eine Fläche von 19,31 km² und hat 1132 Einwohner (Stand 31. Dezember 2023).
Die Nachbargemeinden sind Barge, Moretta, Revello, Saluzzo und Villafranca Piemonte (TO).

## Geschichte

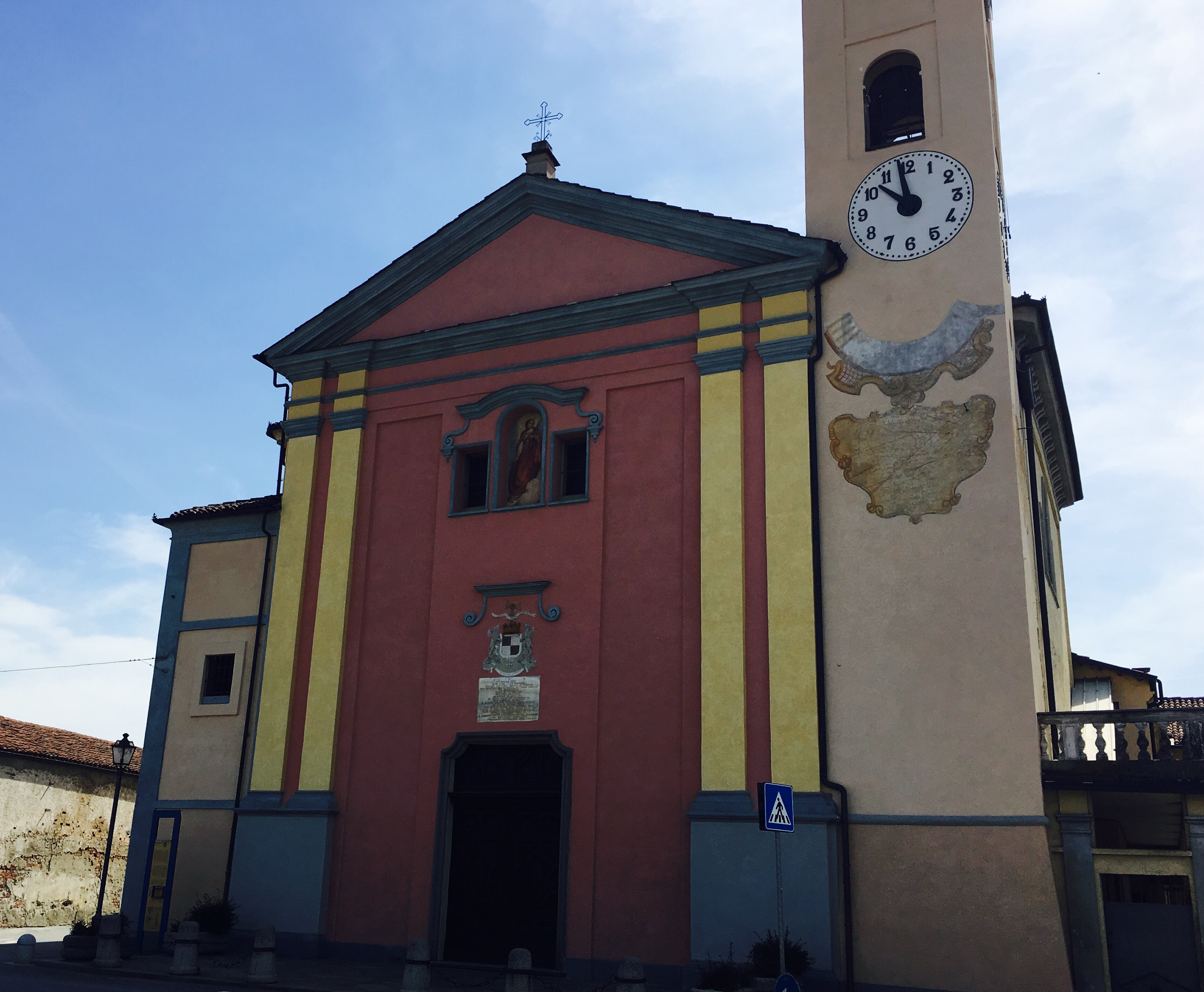
Pfarrkirche Santa Caterina

Der Ortsname, der in einer Urkunde aus der Mitte des 13. Jahrhunderts in der Form „Cardetus“ erscheint, wird später als „Cardeus“ bezeugt. Es leitet sich vom lateinischen CARDETUM ab, „Ort, wo Disteln in Hülle und Fülle wachsen“. Die Lage der Siedlung in einem niedrigen Sumpfgebiet rechtfertigt voll und ganz den Hinweis auf das mit Disteln bedeckte Land. Zu Beginn des 13. Jahrhunderts wurde es mit dem Bau der Festung durch den Markgrafen Manfredi II. von Saluzzo in einen befestigten Ort umgewandelt, der damit die Verteidigung seiner Grenzen stärken wollte.

## Sehenswürdigkeiten
- Das Schloss, das ein sehr eindrucksvolles Gebäude darstellt, mit interessanten architektonischen Elementen sowohl im Inneren, wo Verzierungen im gotischen Stil und Renaissance-Terrakottafenster sichtbar sind, als auch im Äußeren mit einem primitiven Aussehen aus dem 16. Jahrhundert.
- Der Santa Caterina geweihte Pfarrkirche mit einem griechischen Kreuzgrundriss und bemerkenswerten neoklassizistischen Verzierungen.